# Capilla Painesville
La capilla Painesville es un histórico salón de reuniones construido en 1852 por inmigrantes alemanes en Franklin, en el condado de Milwaukee. Se agregó al Registro Nacional de Lugares Históricos en 1977.

## Historia
En las décadas de 1830 y 1840, inmigrantes de Wittenberg, Alemania, se encontraban entre los colonos cerca de Franklin. Asistieron a St. John's Lutheran, en Oak Creek, hasta 1851, cuando una disputa sobre la doctrina provocó que la congregación se dividiera, la mitad siguió al pastor Carl Gustav Rausch para formar una Iglesia Libre, cuyas prioridades eran la independencia de la congregación y la libertad de pensamiento de los individuos. La congregación en su conjunto no respaldaba ningún credo y los miembros incluían cristianos, agnósticos y ateos. Esto fue paralelo a divisiones similares en Alemania en ese momento. Esta Congregación Libre en Franklin inicialmente contaba con 35 miembros y se reunía en una escuela a media milla al sur de Ryan Road. Fueron las primeras de treinta Congregaciones Libres de este tipo en Wisconsin.
En 1851, la congregación contrató al carpintero Henry Roethe para construir el modesto edificio ilustrado en la foto, de un piso con revestimiento de listones de madera, originalmente asentado sobre cuatro grandes piedras de campo. El estilo es de renacimiento griego simple. En el interior se encuentran los bancos, el púlpito y la estufa. En las paredes cuelgan retratos de Benjamin Franklin, Alexander von Humboldt y Thomas Paine. El edificio se encuentra en un cementerio de un acre, donde yacen muchos miembros originales de la congregación.
En el momento de la formación, la congregación se autodenominó «La Primera Iglesia Cristiana Libre de la ciudad de Franklin y Oak Creek», pero muchos de los miembros admiraban a Thomas Paine por sus primeros escritos sobre el libre pensamiento, y el lugar de reunión pronto se hizo conocido comúnmente como la «Capilla Painesville» o «Capilla del cementerio Painesville».
Rausch se fue en 1853, dejando la doctrina para convertirse nuevamente en pastor luterano. El siguiente orador fue Robert Glatz, un ex sacerdote alemán. Después de su muerte en 1856, el inmigrante y agricultor alemán Christian Schroeter se convirtió en el orador y guio al grupo durante años. La congregación contaba con 37 miembros en 1876, y las actividades incluían conferencias quincenales a las 10:00 los domingos por la mañana, una sociedad de canto y circulación de material literario de Truth Seeker y Karl Heinzen. Después del fallecimiento de Schroeter en 1890, la congregación se redujo. Dejaron de celebrar reuniones en 1905. Para 1935, la capilla estaba en malas condiciones, con goteras en el techo, ventanas rotas y pájaros anidando en el interior.
Hoy en día, la capilla es mantenida por la Asociación Conmemorativa de Painesville, que se reúne en el edificio. Solo una sociedad de librepensadores permanece activa en Wisconsin: el Salón de librepensadores en Sauk City, Wisconsin.